# Niccolò Lami
Niccolò Lami (Empoli, 6 dicembre 1793 – Firenze, 18 dicembre 1863) è stato un giurista italiano.

## Biografia
Era figlio del legale Giuseppe e di Teresa Lotti, e proveniva da una famiglia di artisti, letterati e giuristi di valore, come il famoso erudito Giovanni Lami, storico ecclesiastico fondatore delle “Novelle letterarie”, lo zio Luigi, Canonico della Collegiata, musicista e compositore, e lo zio Vicario Pietro, il “Pastor Arcade”, Avvocato di Rota e Accademico Fiorentino. Suo fratello Vincenzo fu pittore di discreta fama.
Niccolò studiò giurisprudenza a Parigi, laureandosi nel 1812. Rientrato in Italia ebbe cariche giuridiche a Pistoia, Siena e Pisa, dove sposò Vittoria Rocchi. Rientrato in area fiorentina fu nominato Primo Avvocato Generale e poi Regio Procuratore Generale presso la Corte. Membro della Consulta di Stato, nel 1847 ricevette la nomina nella Commissione per la compilazione del codice penale, alla quale venne affidato il compito di presentare i progetti del nuovo codice toscano, e che fu in gran parte precipua fatica del nostro Lami.  Nel 1848, con Capponi, fu incaricato dal Granduca di formulare lo Statuto fondamentale, e fu eletto membro del Consiglio di Stato e Senatore. Il nuovo codice penale, per lo più a sua cura, fu finalmente emanato il 20 giugno 1853.
Nel 1850, sostituendo il parente Cesare Capoquadri, venne nominato Ministro di Grazia e Giustizia, carica che ricoprì fino alla partenza del Granduca nel 1859, allorché si ritirò a vita privata. Nel 1856 assunse anche la reggenza del Ministero degli Affari Ecclesiastici, dopo aver partecipato attivamente al Concordato fra la Santa Sede e il Granducato di Toscana. Fra le altre onorificenze, ricevette la Commenda dell'Ordine di Santo Stefano e quella di San Giuseppe, nonché la Gran Croce di Leopoldo del Belgio e l'Onorificenza di Cristo dalla Grecia, e fu iscritto, insieme ai suoi due figli, alla Nobiltà di Firenze. L'ultimo Guardasigilli della Toscana morì a Firenze il 18 dicembre 1863, per essere poi sepolto nel cimitero monumentale del Monte alle Croci. Negli ultimi ritirati anni aveva rispolverato il suo interesse per la letteratura e la poesia; era un ottimo improvvisatore di versi anche satirici nel suo salotto culturale, e tradusse egregiamente Le Puniche di Silio Italico.
Si conserva una sua interessante corrispondenza internazionale,  con giuristi e politici dell'epoca, ma quelle più toccanti e familiari sono le lettere scambiate col Granduca, di cui fu consigliere, confidente e amico sincero e fedele, prima e dopo il suo esilio.